# Прилуки (станция)
Прилукский железнодорожный вокзал расположен на участковой узловой железнодорожной станции 1-го класса Бахмачского, Гребёнковского и Нежинского направлений. Расположен в одном из крупных городов Черниговской области — Прилуки.
На станции останавливаются все пассажирские и скорые поезда, курсирующие по данной линии.
От станции также отходит промышленная ветка Прилуки — Ладан, которую обслуживают локомотивы прилукского предприятия промышленного железнодорожного транспорта.

## История
В 1894 году через Прилуки (город тогда относился к Полтавской губернии) была проложена железнодорожная магистраль Москва — Бахмач — Одесса. В том же году построена и железнодорожная станция. Это событие способствовало развитию промышленности и торговле в городе.
В эпоху паровозов на станции действовало паровозное депо. С появлением тепловозов депо было закрыто, но до наших дней остались здание, четыре нефа и разворотный круг.
В 2003—2004 годах вместо старого здания, возведённого ещё в 1913 году сооружено новое современное строение и осуществлён ремонт всего вокзального комплекса.

## Услуги
На сегодняшний день железнодорожный вокзал города Прилуки оказывает широкий спектр услуг, в частности:
- предупреждение о посадке по линии,
- хранение багажа и грузов,
- хранение ручной клади в автоматической камере хранения,
- хранение ручной клади в автоматической камере хранения более установленного срока,
- объявление по вокзальному радио,
- выдача сложных справок,
- выдача письменных справок пассажирам о стоимости проезда в поездах,
- выдача письменных справок пассажирам о стоимости проезда в пределах Украины,
- выдача письменных справок пассажирам о стоимости проезда за пределами территории Украины,
- маркирование багажа и выдача бирок на багаж,
- сообщение по телефону о прибытии груза или багажа,
- предварительный приём с хранение багажа на вокзале.

## Дальнее сообщение
| № поезда | Маршрут движения  | № поезда | Маршрут движения  |
| -------- | ----------------- | -------- | ----------------- |
| 61       | Москва — Николаев | 62       | Николаев — Москва |

## Пригородное сообщение
Пригородные поезда со станции Прилуки ежедневно следуют до станций: Бахмач, Варваровский, Гребёнка, Нежин.